# Зеньковский, Трофим Абрамович
Трофим Абрамович Зеньковский (укр. Трохим Зіньківський; псевдонимы — «Певный» и «Звиздочет»; 1861, Бердянск — 1889) — украинский писатель и переводчик, закончил Военно-юридическую академию.
Зинькивский перевёл на украинский язык рассказ Щедрина «Заяц», издал (в 1889) две оригинальных повести из сельской и солдатской жизни, под названием «Малюнки справжняго життя» а также ряд рассказов, и напечатал в «Правде» (1890 и 1891) несколько публицистических статей: «Національне пичатанне в Россиіі», «Тарас Шевченко в світі европейськоі критики», «Молода Украіна, становище і шлях» и другие. Написал драматические картины «Сумліннэ», писал басни.
Наиболее крупная его работа «Штунда, украінська раціоналістична секта» осталась незаконченной из-за смерти автора. Неоконченной и неизданной осталась и большая работа по грамматике малороссийского языка. Сочинения его, печатавшиеся в различных журналах, собраны в двух томах, изданных в 1893 и 1896 во Львове.

## Сочинения

### Рассказы
- «Моншер-козаче» (рассказ об офицерской жизни)
- «Малюнки справжнього життя» (СПб, 1889)
- «Кудою йти?» (из римской истории)
- «Сон»
- «Історична казка»